# 4808 Ballaero
A 4808 Ballaero (ideiglenes jelöléssel 1925 BA) a Naprendszer kisbolygóövében található aszteroida. Karl Wilhelm Reinmuth fedezte fel 1925. január 21-én.